# Енріка Пікколі
Енріка Пікколі (італ. Enrica Piccoli, 19 січня 1999) — італійська синхронна плавчиня.
Учасниця Олімпійських Ігор 2020 року.
Призерка Чемпіонату світу з водних видів спорту 2019, 2022 років.
Призерка Чемпіонату Європи з водних видів спорту 2018 року.